# 卡尔洛·拉蒂
卡尔洛·拉蒂（義大利語：Carlo Ratti，1971年1月7日—）是意大利建筑师、工程师、发明家、教育家和活动家。他出生于意大利都灵，是麻省理工学院的教授、Senseable City Lab的负责人。此外，他还是国际设计和创新工作室CRA-Carlo Ratti Associati（CRA）的创始合伙人。CRA于2004年在意大利都灵成立，目前在美国纽约市设有分公司。Ratti被Fast Company评为“美国最具影响力的50位设计师”之一，并被《连线》杂志列为“将改变世界的50人”之一。
拉蒂被列入Esquire杂志的“Best and Brightest”以及Thames＆Hudson选择的“60位将塑造创造性未来的发明家”名单中。Blueprint杂志将他列為“将改变建筑与设计的25个人之一”；福布斯将他列为”你需要知道的名字“之一。

## 早期经历和教育
拉蒂毕业于法国巴黎的国立桥路学校和意大利的都灵理工大学。之后，他获得了英国剑桥大学马丁中心的硕士和博士学位。2000年，他作为富布赖特研究员移居麻省理工学院，在麻省理工学院媒体实验室与Hiroshi Ishii合作。

## 观点
2011年，拉蒂在長灘的TED演讲中阐述了“能感知并互动的建筑”的概念。據其觀點，数字技术正在变得网络化和单元化，改变了人类与建成环境之间的互动关系，仿如城市、建筑物和物体开始与人們交谈。与伦敦皇家艺术学院2011/2012建筑系列讲座系列的建筑师彼得·库克的讨论中，拉蒂稱他的观点來自於米开朗基罗的名言“为什么你不跟我说话”，其歷史追溯到巴洛克和新艺术运动时期。
拉蒂的研究集中在城市的建筑环境方面。对新型传感器和手持电子设备的使用已经改变了人們描述和理解城市的方式，而他的项目则恰好相反，利用从传感器收集的数据来创造崭新的环境。他还在新加坡开设了一个研究中心，作为麻省理工学院主导的“城市未来交通”计划的一部分。
拉蒂一直推崇智能城市的建立，但在一篇联名发表在《科学美国人》雜誌的文章中，他反对了智能城市领域普遍存在的纯技术派观点，强调了城市技术的“人性化面孔”，以及其在促进社会自下而上赋权方面的潜力。

## 建筑及设计
拉蒂的设计将数字领域和物质领域联系起来。CRA设计的2008年萨拉戈萨世博会数字水展馆通过令水流分开来让游客通过，以此与游客互动。 他的Literary Fluid建筑被时代杂志視為“年度最佳发明”之一。米兰Piazza della Scala中心的楚萨迪时装屋扩建项目（為CRA所設計）中，由植物学家Patrick Blanc设计的绿色垂直天篷悬挂在水晶盒上，促进了內外人們的互动。2012年伦敦夏季奥运会的提案中，拉蒂将一个地标建筑变成了一朵互动艺术的“云”。
一些设计项目依赖于数据可视化。2006年威尼斯建筑双年展上，「实时罗马项目」占据了整个展馆，它可以通过手机数据绘制城市的实时动态。在纽约现代艺术博物馆展出的纽约谈话交流会上，拉蒂与薩斯基雅·薩森一同进一步探讨了全球交互流。麻省理工学院Senseable City Lab实验室的几个项目被列入Fast Company的“2011年最佳信息图表”。数据分析和可视化项目还启发纽约时报的一个社论对页版重新设计了美国的地图。
在2013年米兰设计周期间（“Salone del Mobile”），CRA尝试产品设计领域，为意大利家具制造商Cassina设计了一个名为“Our Universe”的项目。 在同一地点，另一个名为“Makr Shakr”的项目通过简单的饮料制作过程探索了第三次工业革命及其对创意和设计的影响。Ratti策划了“未来食品区” - 米兰2015年世博会的主题馆之一。 2017年，CRA加入由开发商Lendlease领导的团队，赢得了将米兰2015年世博会园区转变为一个专注于科学和创新的区域（MIND-米兰创新区）的国际竞赛。

## 教学及社会活动
拉蒂曾在都灵理工大学、国立桥路学校、哈佛大学、Strelka Institute以及麻省理工学院任教。2004年在哈佛大学设计研究生院教授的“城市信息视频”课程奠定了Senseable City Lab的概念核心。2011年，拉蒂成為宝马古根海姆实验室柏林办事处的实验室团队成员、策展人。此外，他还是莫斯科Strelka媒体、建筑和设计研究所的项目主管。
他与哲学家翁贝托·埃可和馬爾科·聖安布羅吉奧一起发起了意大利高校改革，该项目促成了Collegio di Milano以及其他一些机构的创立。他参与了几项公民倡议，其中最著名的是對意大利的工业建筑遗产保护的倡議。
2007年6月，意大利文化和旅游部长弗蘭西斯科·魯特利选择拉蒂擔任意大利设计委员会的成员，該委員會包括25名意大利设计界领袖。自2009年以来，他一直擔任达沃斯世界经济论坛代表，目前担任全球城市和城市化未来理事会的联合主席。 在2015年至2018年间，他还担任欧盟轮值主席的城市创新特别顾问。

## 科学贡献及著作
拉蒂撰写了500多份出版物，其中最為有名的是他与約瑟夫·格里馬合著的一本关于Opensource Architecture的书籍（后来由Thames＆Hudson出版英文版本），以及与Matthew Claudel一起为耶鲁大学出版社撰写的论文“明日之城”。
在Environment and Planning B的论文中，他對城市分析技术空间句法的有效性提出了質疑。在Seed Magazine的沙龙中，拉蒂与数学家斯蒂芬·斯特羅伽茨一起展開了讨论。此外，拉蒂经常在国际媒体上撰写社论和文章。

## 外部連結
- Senseable City Lab （页面存档备份，存于）
- CRA-Carlo Ratti Associati （页面存档备份，存于）
- Copenhagen Wheel （页面存档备份，存于）
- Trash Track （页面存档备份，存于）